# Comtat de Westmeath
El comtat de Westmeath (/wɛstˈmiːð/, en gaèlic irlandès An hlarmhí) és un comtat de la província de Leinster (República d'Irlanda). La ciutat més important és Athlone (15,936 habitants). El seu lema és Triath ós Triathaibh (Noble per damunt de la noblesa).

## Ciutats i viles
- Athlone
- Castlepollard, Castletown-Geoghegan, Collinstown, Coole
- Delvin
- Glasson
- Horseleap
- Kilbeggan, Killucan, Kinnegad
- Moate, Mullingar
- Rochfortbridge
- Tyrrellspass
- Raharney

## Personatges il·lustres
- Joseph Michael Curley, bisbe de Washington.
- Trevor Denis ApIvor (1916-2004), compositor musical.

## Galeria d'imatges

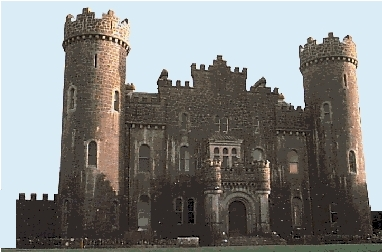
Castell de Lacey
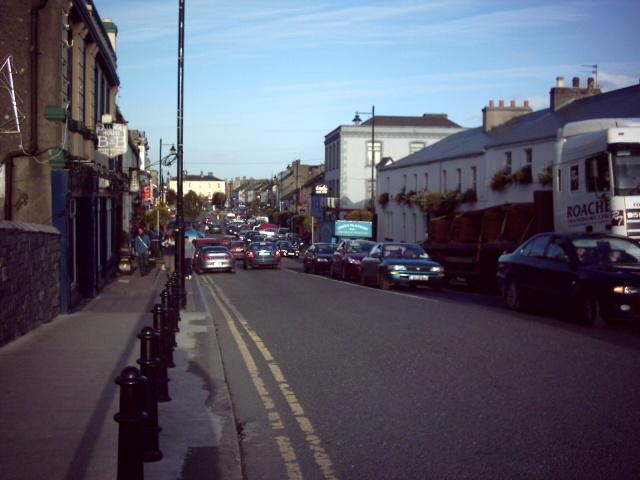
Centre de Mullingar
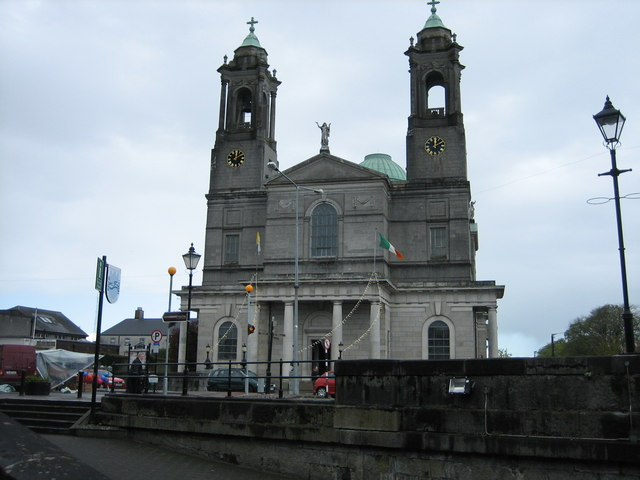
Església de St Peter's and St Paul's d'Athlone